# Reticolazione

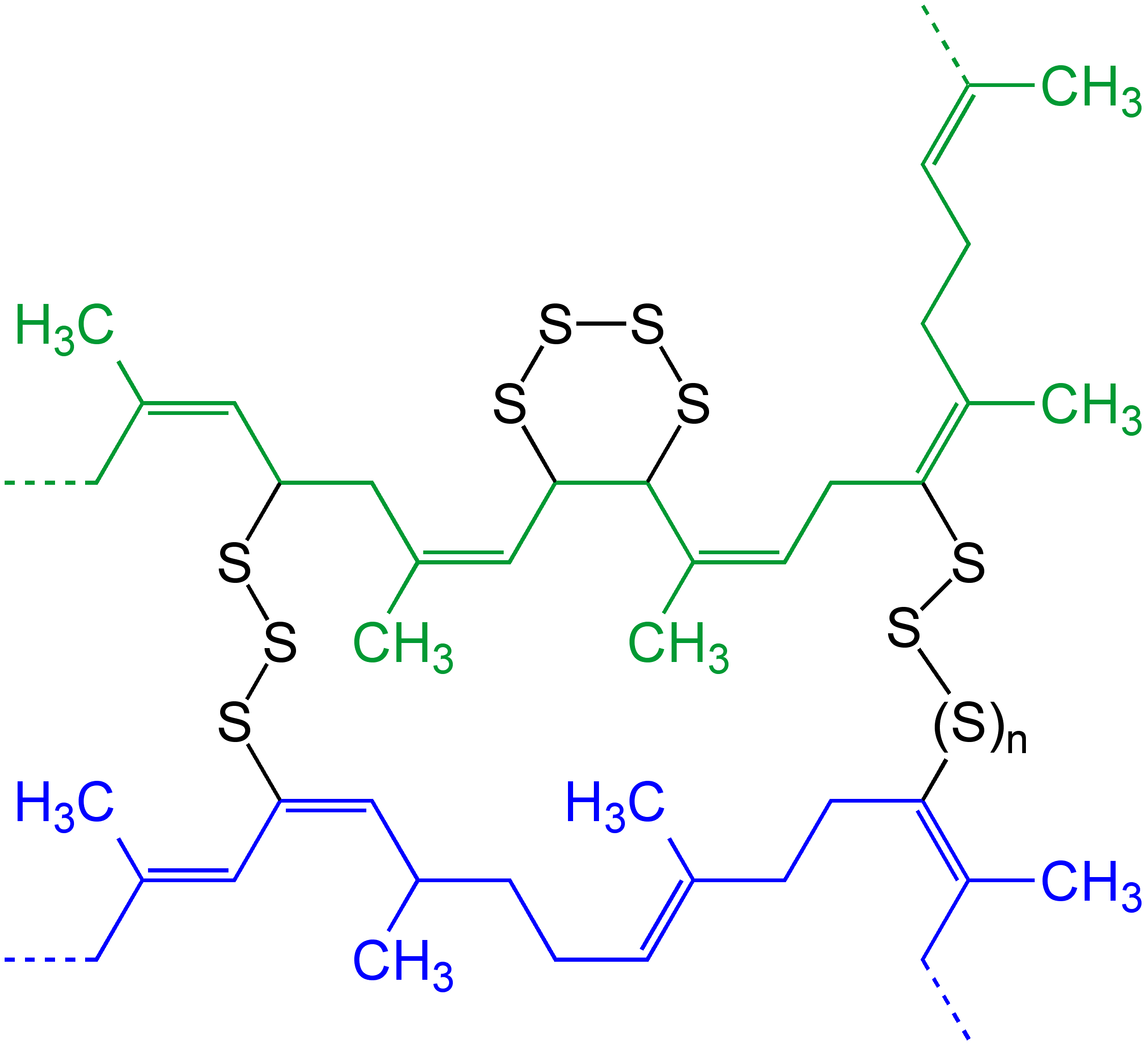
Esempio di reazione di reticolazione: vulcanizzazione del poliisoprene.

La reticolazione è il processo mediante il quale le catene polimeriche vanno incontro ad una reazione che crea dei legami (detti legami crociati) fra diverse catene (o eventualmente tra due punti diversi della stessa catena), a livello di gruppi funzionali reattivi. Questi legami possono essere di tipo covalente oppure ionico, quindi legami forti.
Tali legami possono essere immaginati come le traversine che collegano le rotaie di un binario ferroviario (rappresentanti le catene polimeriche).
Con la formazione, le proprietà chimiche-fisiche del polimero variano, in funzione della quantità relativa di tali legami. Tale variazione è spesso così ampia, da cambiare sensibilmente le applicazioni pratiche per le quali può essere impiegato un certo polimero.
I nodi di reticolazione sono anche detti nodi chimici. Nodi di un altro genere, sempre presenti in un materiale polimerico (a differenza dei nodi chimici, che sono presenti solo in alcune tipi di materiali polimerici), sono i cosiddetti "nodi fisici" (o entanglement).
In biologia con legame crociato si intende di norma un legame peptidico o disolfureo che consente di unire due catene polipeptidiche o creare legami tra due residui aminoacidici della stessa catena.